# Varanus bogerti
Il varano arboricolo di Bogert (Varanus bogerti Mertens, 1950) è una specie della famiglia dei Varanidi originaria delle Isole di D'Entrecasteaux. Appartiene al sottogenere Euprepiosaurus ed in passato veniva considerato una sottospecie del V. prasinus.

## Descrizione
Ha la pelle completamente nera, ma alcuni esemplari possono avere il ventre grigio chiaro. La coda, dal diametro rotondo, è prensile nell'ultimo terzo (caratteristica presente in tutte le specie del gruppo prasinus) ed è lunga circa due volte il corpo. La lunghezza totale può raggiungere gli 85 cm.

## Distribuzione e habitat
V. bogerti è endemico delle foreste delle Isole di D'Entrecasteaux, al largo della costa nord-orientale della Nuova Guinea.

## Biologia
Come le altre specie di varani del gruppo prasinus, è un ottimo arrampicatore, come si può intuire dalla prensilità della coda.